# Gramma brasiliensis
Espèce
Statut de conservation UICN

 LC  : Préoccupation mineure
Gramma brasiliensis est une espèce de poissons marins de la famille des Grammatidae.

## Répartition
Ce poisson est endémique du Brésil et se rencontre dans l'Atlantique sud-ouest entre 1 et 30 m de profondeur.

## Description
Gramma brasiliensis peut mesurer jusqu'à 66 mm, queue non comprise.

## Systématique
Le nom valide complet (avec auteur) de ce taxon est Gramma brasiliensis Sazima, Gasparini & Moura, 1998.
Le WoRMS ne classe plus la famille des Grammatidae dans l'ordre des Perciformes mais dans celui des Ovalentaria incertae sedis.

### Étymologie
Son épithète spécifique, composée de brasil et du suffixe latin -ensis, « qui vit dans, qui habite », lui a été donnée en référence à sa localité type, le Brésil. 

### Publication originale
- (en) Ivan Sazima, João L. Gasparini et Rodrigo L. de Moura, « Gramma brasiliensis, a new basslet from the western South Atlantic (Perciformes: Grammatidae) », aqua, International Journal of Ichthyology, Allemagne, vol. 3, no 1,‎ avril 1998, p. 39-43 (ISSN 0945-9871).
- (en) Ivan Sazima, João L. Gasparini et Rodrigo L. de Moura, « Erratum Gramma brasiliensis, a new basslet from the western South Atlantic (Perciformes: Grammatidae) », aqua, International Journal of Ichthyology, Allemagne, vol. 3, no 2,‎ 1998, p. 88 (ISSN 0945-9871).